# DB-3

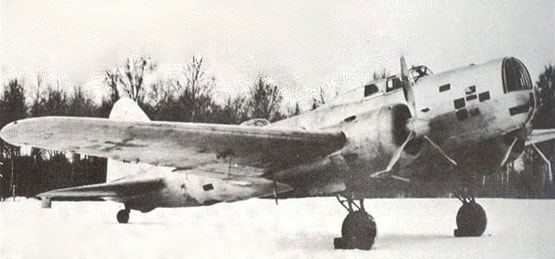
DB-3

DB-3 (ros. ДБ-3) – radziecki średni samolot bombowy dalekiego zasięgu opracowany w połowie lat 30. XX wieku w biurze konstrukcyjnym Iljuszyna. Oznaczenie jest skrótem słów Dalnyj Bombardirowszczik – bombowiec dalekiego zasięgu, z liczbą porządkową. Produkowany w latach 1937–1941, był podstawowym bombowcem radzieckiego lotnictwa dalekiego zasięgu do początkowego okresu walk na froncie wschodnim II wojny światowej. Używany też w roli bombowca frontowego oraz w wersji morskiego samolotu torpedowego. Oprócz lotnictwa ZSRR, w małej liczbie użytkowany przez Chiny i Finlandię. Jego rozwinięciem był bombowiec DB-3F (późniejszy Ił-4).

## Historia
Początki konstrukcji DB-3 sięgają 1933 roku, kiedy w ZSRR zdecydowano o skonstruowaniu własnego szybkiego bombowca, który dzięki wysokiej prędkości miał unikać samolotów myśliwskich przeciwnika, na wzór amerykańskiego Martin 139. Prace nad takim samolotem, które doprowadziły następnie do powstania lekkiego bombowca bliskiego zasięgu SB o konstrukcji metalowej, zlecono biuru konstrukcyjnemu Tupolewa. Na wypadek niepowodzenia, władze zleciły podjęcie prac nad bombowcem bliskiego zasięgu BB-2, lecz o mieszanej konstrukcji, także Centralnemu Biuru Konstrukcyjnemu (CKB, ros. ЦКБ) przy moskiewskim zakładzie lotniczym nr 39, kierowanemu przez Siergieja Iljuszyna. Projektowany od 1934 roku samolot otrzymał oznaczenie fabryczne CKB-26 i miał kadłub drewnianej konstrukcji oraz udźwig 600 kg bomb. Miała być to maszyna o dużej doskonałości aerodynamicznej, napędzana dwoma francuskimi silnikami w układzie podwójnej gwiazdy Gnome-Rhône 14Kdrs, których licencję na wytwarzanie nabył w 1934 roku rząd ZSRR, a następnie wdrożył do produkcji w zakładzie nr 29 w Zaporożu pod oznaczeniem M-85. 29 grudnia 1934 roku komisja zatwierdziła makietę samolotu, jednakże wkrótce potem, przed zbudowaniem prototypu, lotnictwo anulowało zamówienie, wybierając SB Tupolewa.
Konstrukcję Iljuszyna utorowały nowe wymagania na bombowiec dalekiego zasięgu, co było możliwe dzięki jego potencjalnie większemu udźwigowi i bardziej ekonomicznym silnikom od bombowca SB. Uprzednio radzieckie lotnictwo nie miało maszyn takiej klasy, a jedynie ciężkie bombowce TB-3 o średnim zasięgu i krótką serię DB-1 Tupolewa, bazujących na jednosilnikowym rekordowym samolocie ANT-25. Samolot Tupolewa przekonstruowano na maszynę dwusilnikową, która pod oznaczeniem ANT-37 (w wersji wojskowej znana jako DB-2) stanęła do konkursu z samolotem Iljuszyna. CKB-26 Iljuszyna przeprojektowano natomiast w celu zwiększenia zapasu paliwa. Prototyp CKB-26, który zaczęto budować jeszcze według pierwotnych planów, prawdopodobnie wzniósł się po raz pierwszy w powietrze 31 marca 1936 roku (pilot Władimir Kokkinaki; spotykane też są informacje o oblocie w czerwcu 1935). 1 maja 1936 CKB-26 został zaprezentowany na defiladzie w Moskwie, spotykając się z zainteresowaniem najwyższych władz państwa ze Stalinem na czele, a podczas późniejszej demonstracji dla władz Kokkinaki wykonał na nim figury akrobacji, do których nie były zdolne wówczas inne radzieckie samoloty wielosilnikowe. Konstrukcja Iljuszyna miała zdecydowanie lepsze własności lotne niż samolot Tupolewa, w tym prędkość przelotową i manewrowość, i to ją wybrano do rozwoju jako nowy bombowiec dalekiego zasięgu dla Wojskowych Sił Powietrznych Armii Czerwonej (WWS RKKA). Zgodnie z opinią Stalina, Rada Pracy i Obrony równolegle z rozwojem i próbami prototypów zarządziła rozpocząć produkcję seryjną samolotu.
Pierwszy prototyp CKB-26 był nieuzbrojony i miał kadłub konstrukcji drewnianej, lecz równolegle już od końca 1934 roku prowadzono prace projektowe nad wariantem całkowicie metalowym oznaczonym CKB-30, z kadłubem dłuższym o pół metra. W tym celu z CKB wydzielono doświadczalne biuro konstrukcyjne OKB-39. Prototyp ten posiadał już uzbrojenie i został ukończony i oblatany w czerwcu 1936 roku. Od sierpnia 1936 roku prowadzono próby państwowe CKB-30, które przedłużyły się do września kolejnego roku z powodu dwukrotnych awarii podwozia i konieczności zamiany uszkodzonego prototypu przez maszynę seryjną. Próby państwowe zakończyły się oceną pozytywną i rekomendacją szybkiego przyjęcia na uzbrojenie, a dostrzeżone wady miały być poprawione w toku produkcji. W porównaniu z SB, nowy samolot miał znacznie większy zasięg i udźwig bomb oraz przestronniejsze kabiny, przy niewiele niższej prędkości i pułapie lotu. Wśród wad były: niedostateczna stateczność wzdłużna i trudny lot na jednym silniku.

## Produkcja i rozwój

### Wczesna produkcja
Już we wrześniu 1936 roku zakład nr 39 w Moskwie wyprodukował dwa pierwsze samoloty seryjne, a do końca roku powstało kilka sztuk, w tym jeden w zakładzie nr 18 w Woroneżu. Miały one już silniki M-85 radzieckiej produkcji (prototypy miały silniki francuskie). Pierwszy samolot przekazano wojsku do prób pod koniec lutego 1937 roku. Otrzymały one oznaczenie wojskowe DB-3, od skrótu Dalnyj Bombardirowszczik (Дальний Бомбардировщик) – bombowiec dalekiego zasięgu, z numerem kolejnym typu. W 1937 roku wyprodukowano w Moskwie 33 samoloty, a w Woroneżu 20, jednak konstrukcja nie była jeszcze dopracowana i usuwano na nich na bieżąco usterki. Produkcję następnie w 1938 roku uruchomiono także w zakładzie nr 126 w Komsomolsku nad Amurem (warto nadmienić, że samoloty produkowane tam miały gorszą jakość i osiągi, a przy tym były droższe w produkcji).
W 1937 i 1938 roku stopniowo wprowadzano ulepszenia na produkowanych samolotach. Etapy modernizacji określono fabrycznie jako A i B, chociaż oznaczenie samolotu formalnie się nie zmieniło. Wiosną 1938 roku od 9. serii zakładów nr 39 w Moskwie zaczęto wprowadzać elementy modernizacji A, przede wszystkim mocniejsze silniki M-86 z nowymi śmigłami i luki dla zbiorników paliwa w centropłacie, nie wymagające demontażu całego skrzydła dla wymiany zbiorników (11. seria). Dzięki nowym silnikom, osiągi samolotu polepszyły się na wysokościach do 5000 m. Poprawiono łamiące się podwozie, także na samolotach już wyprodukowanych.

### Modernizacja B
Od 14. serii moskiewskiej wprowadzono elementy modernizacji B – najpierw szerszą osłonę kabiny pilota, z okienkiem bocznym polepszającym widoczność w tył. W 16. serii od połowy 1938 roku wprowadzono mocniejsze silniki M-87 ze śmigłami o regulowanym skoku, co polepszyło osiągi samolotu, aczkolwiek początkowo silniki te miały niską żywotność. Wyeliminowano też w tym czasie w oszkleniu celuloid, zastępując go lepszym szkłem organicznym. Od 18. serii można było stosować podwozie zimowe na nartach chowanych w locie (wcześniej stosowano stałe narty, co znacznie pogarszało osiągi). W 19. serii wprowadzono wypełnienie zbiorników paliwa w zewnętrznych częściach skrzydeł niepalnym gazem. Wreszcie od 21. serii moskiewskiej z czerwca 1939 roku wprowadzono ostateczne ulepszenia modernizacji B, w tym centropłat dzielony na trzy części dla ułatwienia transportu, zbiorniki paliwa w centropłacie pokryte wykładziną uszczelniającą, opancerzone oparcie fotela pilota, dodatkowe okienka kabiny nawigatora, powiększone kółko ogonowe i pneumatyczną instalację chowania podwozia, prostszą i szybciej działającą. Oprócz tego wprowadzano inne ulepszenia konstrukcji i wyposażenia. Większość zmian, chociaż niekoniecznie w tej kolejności, wprowadzano także na liniach w Woroneżu oraz, z opóźnieniem, w Komsomolsku, jak również częściowo modyfikowano samoloty wcześniejsze. W Woroneżu silniki M-87 wprowadzono w grudniu 1938 (początkowo ze starą osłoną kabiny pilota), a w Komsomolsku dopiero w lutym 1940 roku. Samoloty z silnikami M-86 bywają określane jako DB-3A, a z silnikami M-87 jako DB-3B, lecz nie były to oznaczenia oficjalne; wojsko jedynie czasem wyróżniało osobno w ewidencji lepsze samoloty „typu B”. Dalszym etapem rozwoju był gruntownie przekonstruowany DB-3F (późniejszy Ił-4) z 1939 roku, który przez pewien czas produkowano równolegle. DB-3B produkowano w Woroneżu do końca 1939 roku, w Moskwie do marca 1940 roku, a w Komsomolsku aż do początku 1941 roku. Spotykane jest też w starszej literaturze dla tych samolotów oznaczenie DB-3M, lecz było ono wczesnym oznaczeniem wersji DB-3F.

### Dalsze modernizacje i późna produkcja
Dalsze ulepszenia wynikały z doświadczeń wojny zimowej z Finlandią na przełomie 1939/1940 roku. Walki ujawniły ograniczone kąty ostrzału uzbrojenia, szczególnie dolnego karabinu maszynowego, który był nieefektywny także dlatego, że strzelec–radiotelegrafista musiał go obsługiwać na przemian z wieżą, tracąc przy tym możliwość nieprzerwanej obserwacji. Dlatego też skład załogi zaczęto zwiększać do czterech lotników, w tym dwóch strzelców. W części samolotów na froncie montowano też w końcu kadłuba nieruchomy karabin maszynowy DA lub SzKAS strzelający do tyłu, w celu odstraszania myśliwców w martwej strefie ostrzału bezpośrednio za usterzeniem. Na skutek doświadczeń wdrożono do produkcji nową górną wieżyczkę MW-3 zamiast SU i dolne stanowisko strzeleckie MW-2 zamiast ŁU, z takim samym uzbrojeniem w pojedynczy karabin maszynowy SzKAS. Wieżyczka MW-3, mimo bardziej wystającej „bulwiastej” formy, stawiała mniejszy opór aerodynamiczny i zapewniała lepszą widoczność, komfort i pole ostrzału, a jej górna część otwierała się, tworząc luk awaryjny. Również dolne stanowisko było wygodniejsze w użyciu i pozwalało na ostrzał także do tyłu. Nowe stanowiska MW-3 i MW-2 zaczęto montować na samolotach na froncie jeszcze przed końcem wojny w marcu 1940 roku. Wprowadzono również jeszcze podczas walk opancerzone oparcie siedzenia pilota. Później niektóre samoloty modernizowano z wykorzystaniem nowszych podzespołów, a niewielka liczba starszych modeli otrzymała silniki M-87. Na nielicznych samolotach uzbrojenie w wieży MW-3 wymieniono na wielkokalibrowy karabin maszynowy 12,7 mm UB, jak w Ił-4. Według części publikacji, w ostatnich seriach stosowano silniki M-88 o mocy startowej 1100 KM, według innych, silniki M-88B, stosowane w Ił-4, otrzymała część DB-3 na Dalekim Wschodzie w ramach modernizacji.
W 1939 roku powstało najwięcej – 897 samolotów DB-3. W sumie wyprodukowano 1528 DB-3 (bez DB-3F).

### Odmiany
Jedyną seryjnie produkowaną odmianą samolotu o własnym oznaczeniu był samolot torpedowo-bombowy DB-3T, przeznaczony dla lotnictwa marynarki bazowania lądowego. Był on dodatkowo wyposażony w specjalne zaczepy do przenoszenia pod kadłubem jednej torpedy lub miny. Próby zmodyfikowanego samolotu prowadzono od sierpnia 1937 roku. Pierwsze maszyny seryjne z silnikami M-86 wyprodukowano w zakładzie nr 39 w lipcu 1938 roku. Zamówiono ich 85, a od 1939 roku kolejne 165, już z silnikami M-87. Od maja 1940 roku produkował je także zakład nr 126 w Komsomolsku, tylko dla Floty Oceanu Spokojnego.

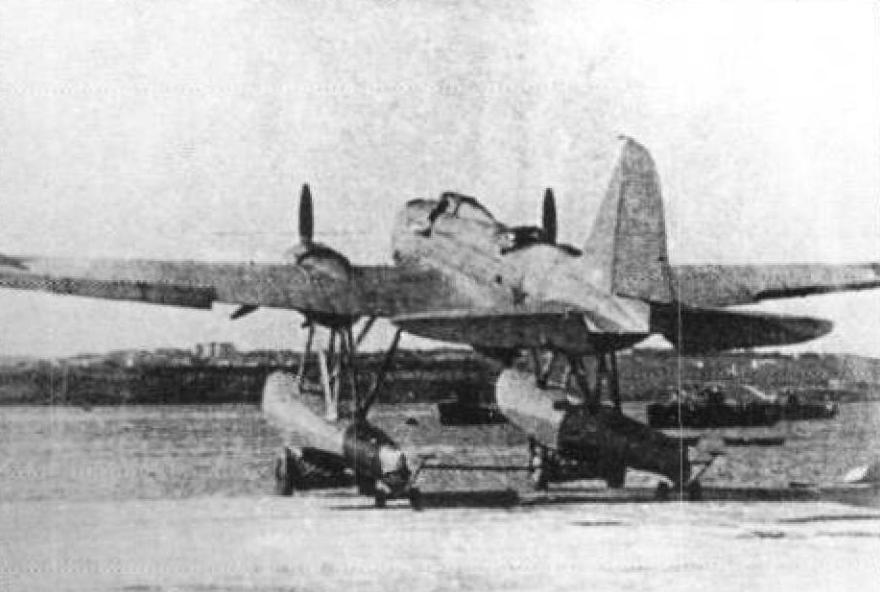
Prototyp wersji torpedowej na pływakach DB-3PT

Jesienią 1937 roku skonstruowano prototyp wersji wodnosamolotu torpedowo-patrolowego CKB-51, która miała nosić oznaczenie DB-3PT lub według innej wersji DB-3TP. Prędkość maksymalna wynosiła 343 km/h. Samolot uznano za udany i przewidywano jeszcze w 1938 roku wyprodukować w Komsomolsku 50 sztuk dla zamiany starszych samolotów morskich, lecz ostatecznie produkcji ich nie podjęto, po czym w 1940 roku zrezygnowano z tego wariantu na rzecz samolotów torpedowych DB-3T i nowych łodzi latających GST i MDR-6.

## Służba

### ZSRR

#### Początek służby
DB-3 weszły na uzbrojenie pułków bombowców dalekiego zasięgu i pułków minowo-torpedowych lotnictwa floty. Wiosną 1937 roku rozpoczęto próby wojskowe pierwszych samolotów w 90. Eskadrze Lotniczej w Monino. W ciągu tego roku zaczęły one wchodzić po kilka sztuk na wyposażenie eskadr bojowych, a pod koniec roku jeden samolot otrzymało także lotnictwo morskie Floty Bałtyckiej. Do końca 1937 roku oddano lotnictwu 45 samolotów. W 1938 roku liczba DB-3 na uzbrojeniu wojska wzrastała i pierwszy raz zaprezentowano je publicznie na defiladzie pierwszomajowej w Moskwie. Na początku służby samoloty borykały się z licznymi usterkami, a silniki M-85 szybko zużywały się; później konstrukcja była dopracowywana. Samoloty były uważane ogólnie za nowoczesne i udane, ale skomplikowane w czynnościach obsługowych. Część samolotów dyslokowano w 1938 roku na Dalekim Wschodzie i postawiono w gotowość bojową, lecz z uwagi na nieopanowanie nowego sprzętu w wystarczającym stopniu, nie wzięły aktywnego udziału w konflikcie z Japonią wokół jeziora Chasan jesienią tego roku. Nie zostały też ostatecznie użyte bojowo w walkach nad Chałchin-Goł w maju 1939 roku ani w inwazji na Polskę 17 września.

#### Wojna chińsko-japońska
Chrzest bojowy DB-3 przeszły podczas wojny chińsko-japońskiej. Najnowsze DB-3 początkowo nie były sprzedawane do Chin, lecz z uwagi na ich zasięg, już od października 1937 roku cztery z nich zostały przystosowane do celów transportowych, z dodatkowymi zbiornikami paliwa, przewożąc do 11 pasażerów i służąc do transportu personelu technicznego i wyposażenia z Ałmaty do Lanzhou w związku z radziecką pomocą wojskową. W 1938 roku dołączył do nich piąty, specjalnie wykończony jako pasażerski, oraz kolejny dostosowany do transportu benzyny. Dopiero latem 1939 roku do Chin wysłano 24 bombowce DB-3 z przeznaczeniem dla lotnictwa chińskiego, na których początkowo loty bojowe wykonywały załogi radzieckie pod dowództwem kapitana G. Kuliszenki. Stanowiło to pierwsze użycie bojowe tego typu samolotów (więcej w sekcji o użyciu w Chinach).

#### Wojna zimowa
Bombowce DB-3 szeroko wykorzystywano podczas wojny zimowej z Finlandią już od pierwszego dnia działań 30 listopada 1939 roku, tracąc tego dnia po 4 DB-3 Sił Powietrznych i Floty Bałtyckiej (częściowo w wypadkach). DB-3 lotnictwa morskiego zaatakowały tego dnia nieskutecznie fińskie pancerniki obrony wybrzeża, a następnie port w Helsinkach, lecz bomby upadły na cele cywilne, zabijając 91 osób. Od 2 grudnia działania lotnictwa zostały wstrzymane z uwagi na pogodę. Intensywniej DB-3 wykorzystywano od 19 grudnia, kiedy to na froncie zgromadzono ich już 180. Przede wszystkim wchodziły w skład 27. Brygady Lotniczej. Działały głównie w dzień, atakując lotniska i infrastrukturę Finlandii. Samoloty lotnictwa morskiego prowadziły loty na minowanie i atakowały też cele lądowe, szczególnie intensywnie baterie nadbrzeżne, lecz z niewielkim skutkiem. Pomimo ataków, nie udało się zatopić fińskich okrętów, zwłaszcza będących głównym celem pancerników obrony wybrzeża typu Väinämöinen. Lotnictwo myśliwskie na ogół zapewniało bombowcom osłonę, lecz dochodziło też do walk powietrznych. 6 stycznia 1940 roku DB-3 poniosły największe straty – z ośmiu bombardujących Kuopio samolotów 6. Pułku jeden zestrzeliła artyleria, a sześć myśliwce Fokker D.XXI. Doświadczenia z walk wykazały potrzebę ulepszenia kątów ostrzału uzbrojenia oraz zwiększenia odporności samolotów. W odpowiedzi montowano dodatkowy karabin maszynowy w ogonie, wprowadzono lepsze wieżyczki MW-2 i MW-3, montowano lub rozszerzano system wypełniania zbiorników paliwa niepalnym gazem oraz wprowadzono opancerzone siedzenie pilota. Problemy stwarzały też silne mrozy, stąd wprowadzono między innymi osłony silników z zamykanymi żaluzjami. Od lutego 1940 roku prowadzono masowe naloty w składzie nawet ponad 100 bombowców, co zwiększyło ich skuteczność. Ogółem stracono podczas wojny 49 bombowców DB-3 Frontu Północno-Zachodniego (61 łącznie z nienadającymi się do naprawy) i 13 ze specjalnej grupy kombryga Krawczenko (7 Pułk operujący z krajów bałtyckich). Flota Bałtycka straciła 17 samolotów (w tym przynajmniej 8 z przyczyn bojowych). Finowie zdobyli pięć bombowców DB-3, które później naprawione służyły w ich siłach powietrznych.
W wojnie zimowej został też użyty 85 Pułk specjalnego przeznaczenia bombowców DB-3 i SB, który jako jednostka doświadczalna prowadził loty nocne i bombardowania z lotu nurkowego, tracąc w toku działań 6 DB-3. Zamierzano na podstawie doświadczeń przystosować więcej samolotów do bombardowania z lotu nurkowego, lecz DB-3, pomimo wytrzymałej konstrukcji, został ostatecznie oceniony jako słabo nadający się do tego celu z uwagi na złą widoczność w locie nurkowym i brak hamulców aerodynamicznych. DB-3 jako bombowców nurkujących używano w ograniczonym zakresie, m.in. w lotnictwie Floty Oceanu Spokojnego.

#### Lotnictwo dalekiego zasięgu podczas II wojny światowej
Od wiosny 1940 roku obok DB-3 zaczęły wchodzić do służby samoloty nowego modelu DB-3F, lecz lotnictwo jeszcze do początku 1941 roku otrzymywało także DB-3B z wytwórni w Komsomolsku. W chwili wybuchu wojny z Niemcami DB-3 i DB-3F stanowiły około 85% lotnictwa dalekiego zasięgu, mającego ogółem 1789 samolotów. W tym, w zachodnich nadgranicznych okręgach wojskowych było 1122 samolotów obu wersji, z tego około połowy DB-3F. Spośród DB-3 większość miała silniki M-87, niewiele M-86, a nieliczne pozostały z M-85. Samoloty wczesnych serii były zgrupowane zwłaszcza na Dalekim Wschodzie. Pułki tych bombowców były zorganizowane w dywizje bombowe dalekiego zasięgu, z których większość była zgrupowana w pięciu korpusach (po dwie dywizje), w tym czterech w części europejskiej.
Samoloty lotnictwa dalekiego zasięgu uniknęły zniszczenia bezpośrednio po inwazji Niemiec na ZSRR 22 czerwca 1941 roku, bazując na dalej położonych lotniskach, lecz ponosiły duże straty od myśliwców w ciągu kolejnych dni, wykonując loty bojowe głównie w dzień bez eskorty myśliwskiej. Już w dniach 22–23 czerwca wykonywały naloty na tyły wojsk niemieckich i miasta na terenie Prus Wschodnich (głównie Królewiec), oraz okupowanej Polski (m.in. na Warszawę). Od kolejnych dni używane były też niezgodnie z przeznaczeniem do ataków szturmowych na kolumny zmechanizowane przerywające front, z wysokości rzędu 400 m, ponosząc znaczne straty od ognia z ziemi. Używane były przy tym bomby i zasobniki z mieszaniną zapalającą. Od 28 czerwca intensywnie bombardowano przeprawy na Berezynie, lecz ataki były nieskoordynowane i mało skuteczne. W kolejnych miesiącach służyły głównie jako bombowce frontowe, przeciwko celom na bliskich tyłach nieprzyjaciela. Jeszcze do początku sierpnia dominowały działania dzienne, po czym samoloty te przeszły w dużej mierze na działania nocne, między innymi przeciw lotniskom. W razie potrzeby służyły też jako nocne samoloty rozpoznawcze lub transportowe. W celu pokrycia strat, ściągano następnie na front także jednostki z tyłowych okręgów wojskowych. Mimo to, 22 sierpnia było ich na froncie 375, a 22 grudnia 1941 roku tylko 182 samoloty tej rodziny. Na 22 września 1941 roku w siłach powietrznych było ogółem 1135 samolotów obu modeli. Ogółem przez drugie półrocze 1941 roku utracono 1150 DB-3/3F. Należy zaznaczyć, że publikacje traktujące o działaniach bojowych i stratach na ogół nie rozróżniają pomiędzy samolotami DB-3 i DB-3F, niemniej udział procentowy DB-3 niewątpliwie malał i były one zastępowane już przez DB-3F nowej produkcji (w 1942 roku przemianowane na Ił-4). Dalsze działania bojowe ewentualnych DB-3, które przetrwały dłużej na zachodnim kierunku działań, były takie, jak samolotów Ił-4. Samoloty DB-3B natomiast dłużej przetrwały w nielicznych pułkach rozmieszczonych na Dalekim Wschodzie i niebiorących udziału w wojnie z Niemcami. Od 9 sierpnia 1945 roku wzięły one udział w operacji kwantuńskiej przeciwko wojskom japońskim w Chinach i Korei w składzie 19 Korpusu Lotnictwa Bombowego.

#### Lotnictwo morskie podczas II wojny światowej
Samoloty te używane były też w radzieckim lotnictwie morskim bazowania lądowego Floty Bałtyckiej, Czarnomorskiej i Oceanu Spokojnego. W kwietniu 1940 roku posiadało ono 133 DB-3 obok 88 DB-3F, w kwietniu 1941 roku – 243 samoloty obu typów. Oprócz bomb mogły w wersji DB-3T przenosić pod kadłubem torpedy lub miny morskie. Początkowo jako samoloty torpedowe służyły głównie samoloty DB-3T, dopiero później były uzupełniane lub zastępowane przez Ił-4 w wersji torpedowej.
Morskie DB-3 w początkowym okresie wojny były używane głównie do atakowania wojsk na lądzie oraz do minowania. Samoloty Floty Czarnomorskiej dokonywały też nalotów na cele w Rumunii. Bombowce DB-3B 1. Pułku Minowo-Torpedowego (1 MTAP) lotnictwa Floty Bałtyckiej, z uwagi na ich większy zasięg od DB-3F, zostały użyte do pierwszych radzieckich nalotów na Berlin z wyspy Sarema, począwszy od nocy 7/8 sierpnia 1941 roku. W pierwszym nalocie 5 lub 6 samolotów zbombardowało Berlin, a 4 cele zapasowe, przy stracie jednego. W ciągu dalszych nocy naloty powtarzano, także z udziałem armijnych DB-3F – ogółem do 4/5 września przeprowadzono 9 nalotów, w których wzięło udział 57 morskich DB-3, z czego 31 osiągnęło Berlin, a stracono 17. Zabierały one typowo 6 bomb 100 kg, a od 21 sierpnia bombę 500 kg i kilka mniejszego wagomiaru. Samoloty lotnictwa morskiego stawiały też miny i wykonywały ataki torpedowe, lecz bez większych sukcesów. Do końca 1942 roku DB-3B/DB-3T praktycznie zostały wyparte z lotnictwa morskiego walczącego na zachodzie ZSRR przez nowe Ił-4, a później także Douglas DB-7. W styczniu 1944 roku Flota Bałtycka miała jeszcze trzy DB-3. Starsze samoloty przetrwały dłużej na Dalekim Wschodzie – w 1945 roku samoloty Floty Oceanu Spokojnego (68 DB-3T i 25 Ił-4) wzięły udział w działaniach przeciwko Japonii.

### Chiny
24 DB-3 zostały dostarczone dla lotnictwa Chin przez ZSRR latem 1939 roku. Wzięły one udział w wojnie chińsko-japońskiej, początkowo z załogami w całości złożonymi z radzieckich pilotów pod dowództwem kapitana G. Kuliszenki. Bazowały one w Chengdu. Między innymi, począwszy od 3 października 1939 roku dokonały one trzech nalotów na położone na tyłach japońskie lotnisko wojskowe w Hankou, niszcząc ogółem według radzieckich danych 136 samolotów japońskich. W tym samym czasie prowadzono przeszkolenie lotników chińskich, którzy początkowo latali w charakterze nawigatorów i strzelców. Przekazane Chinom DB-3, po przeszkoleniu załóg, weszły do służby od lutego 1940 roku w 10. Eskadrze i od maja w 6. Eskadrze. Przygotowanie załóg chińskich oceniano jednak jako słabe. Nie były intensywnie używane bojowo, a ich flota malała na skutek wypadków oraz w mniejszym zakresie przeciwdziałania lotnictwa japońskiego. W marcu 1941 roku zostały przebazowane z zagrożonej bazy w Chengdu dalej na tyły. Z uwagi na straty i braki części zamiennych, w grudniu 1941 roku w 6. Eskadrze pozostały trzy samoloty, po czym w styczniu 1942 roku została ona rozformowana; podobny los spotkał 10. Eskadrę. Ostatnie DB-3 używane były do szkolenia do września 1943 roku.

### Finlandia

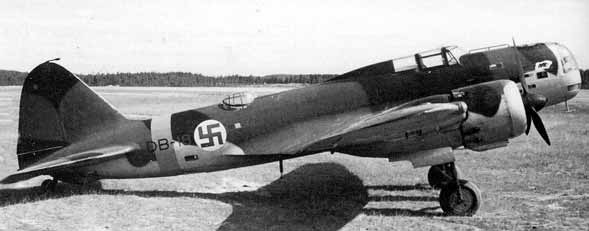
DB-3 w lotnictwie Finlandii

Oprócz lotnictwa radzieckiego i chińskiego, samolotów DB-3 bojowo używała tylko Finlandia. W toku wojny zimowej kilka mało uszkodzonych samolotów wylądowało na jej obszarze, po czym 5 zostało po naprawie wcielonych do Fińskich Sił Powietrznych. Jeden z nich został w maju 1941 roku wypożyczony Niemcom do badań w ośrodku w Rechlinie. Samoloty te weszły początkowo do służby w eskadrze LeLv 46, używane głównie do rozpoznania fotograficznego. Używane były przeciwko wojskom radzieckim w wojnie kontynuacyjnej. Od listopada 1941 roku przeniesiono je do eskadry LeLv 48, a od końca 1943 roku ponownie do LeLv 46. Po wypowiedzeniu wojny Niemcom, ostatni fiński DB-3 odbywał jeszcze loty bojowe przeciw Niemcom i został zestrzelony przez działa przeciwlotnicze 22 października 1944 roku.

## Rekordowe loty
17 lipca 1936 roku Władimir Kokkinaki pobił na CKB-26 międzynarodowy rekord wysokości lotu z ciężarem 500 kg, osiągając wysokość 11 294 m, co stanowiło pierwszy uznany międzynarodowy radziecki rekord lotniczy. Następnie pobił na tym samolocie kolejne rekordy międzynarodowe:
- 26 lipca 1936 – wysokości 11 402 m z ciężarem 1000 kg
- 3 sierpnia 1936 – wysokości 12 816 m z ciężarem 500 kg
- 21 sierpnia 1936 – wysokości 12 101 m z ciężarem 1000 kg
- 7 września 1936 – wysokości 11 005 m z ciężarem 2000 kg
- 26 sierpnia 1937 – prędkości 325,4 km/h na trasie zamkniętej 5000 km z ciężarem 1000 kg.

W 1938 roku jeden bombowiec z silnikami M-86 zaadaptowano na nieuzbrojony samolot rekordowy ze zwiększonym zapasem paliwa, o nazwie CKB-30 „Moskwa”. 27 czerwca tego roku Władimir Kokkinaki z nawigatorem A. Briandinskim przeleciał na nim odległość 7580 km ze Szczołkowa pod Moskwą do Spasska-Dalnego, w czasie 24 h 36'. Po zamianie silników na M-87, 28 kwietnia 1939 roku Kokkinaki z M. Gordienką przeleciał nad północnym Atlantykiem ze Szczołkowa na kanadyjską wyspę Miscou (22h 56', 6516 km w linii prostej), jednak samolot został uszkodzony przy przymusowym lądowaniu. Powstał następnie kolejny samolot rekordowy CKB-30N-1 „Ukraina”, na którym 27 lipca 1940 roku Maria Niestierienko próbowała przelecieć z Chabarowska do Lwowa, lecz przymusowo lądowała po drodze z powodu błędu w obsłudze zaworów instalacji paliwowej i wyczerpania paliwa. Drugi egzemplarz CKB-30N-2 był używany jako samolot służbowy zakładów nr 39 i został również uszkodzony z podobnej przyczyny 27 lutego 1941 roku.

## Wersje
- CKB-26 – pierwszy prototyp o konstrukcji mieszanej[4]
- CKB-30 – ostateczny prototyp o konstrukcji metalowej oraz oznaczenie cywilne[6]
- DB-3 2M-85 – pierwsza seria produkcyjna z silnikami M-85[54]
- DB-3 2M-86 – wersja wyposażona w silniki M-86 o mocy 900 KM, nieoficjalne oznaczenie: DB-3A[54]
- DB-3 2M-87 – wersja wyposażona w silniki M-87, nieoficjalne oznaczenie: DB-3B[54]
- DB-3T – wersja torpedowa, przystosowana do przenoszenia 450 mm torpedy 45-36 lub maksymalnie dwóch min morskich MDM-500[22]
- DB-3TP – wersja na pływakach (prototyp)[24]
- DB-3SS (CKB-54) – prototypowa wersja myśliwca eskortowego uzbrojonego w dwa 20 mm działka SzWAK w wieżyczkach i dwa km SzKAS z 1938 roku (zbudowano 2 prototypy)[55]
- DB-3F – wersja rozwojowa, późniejszy Ił-4[13]

## Konstrukcja

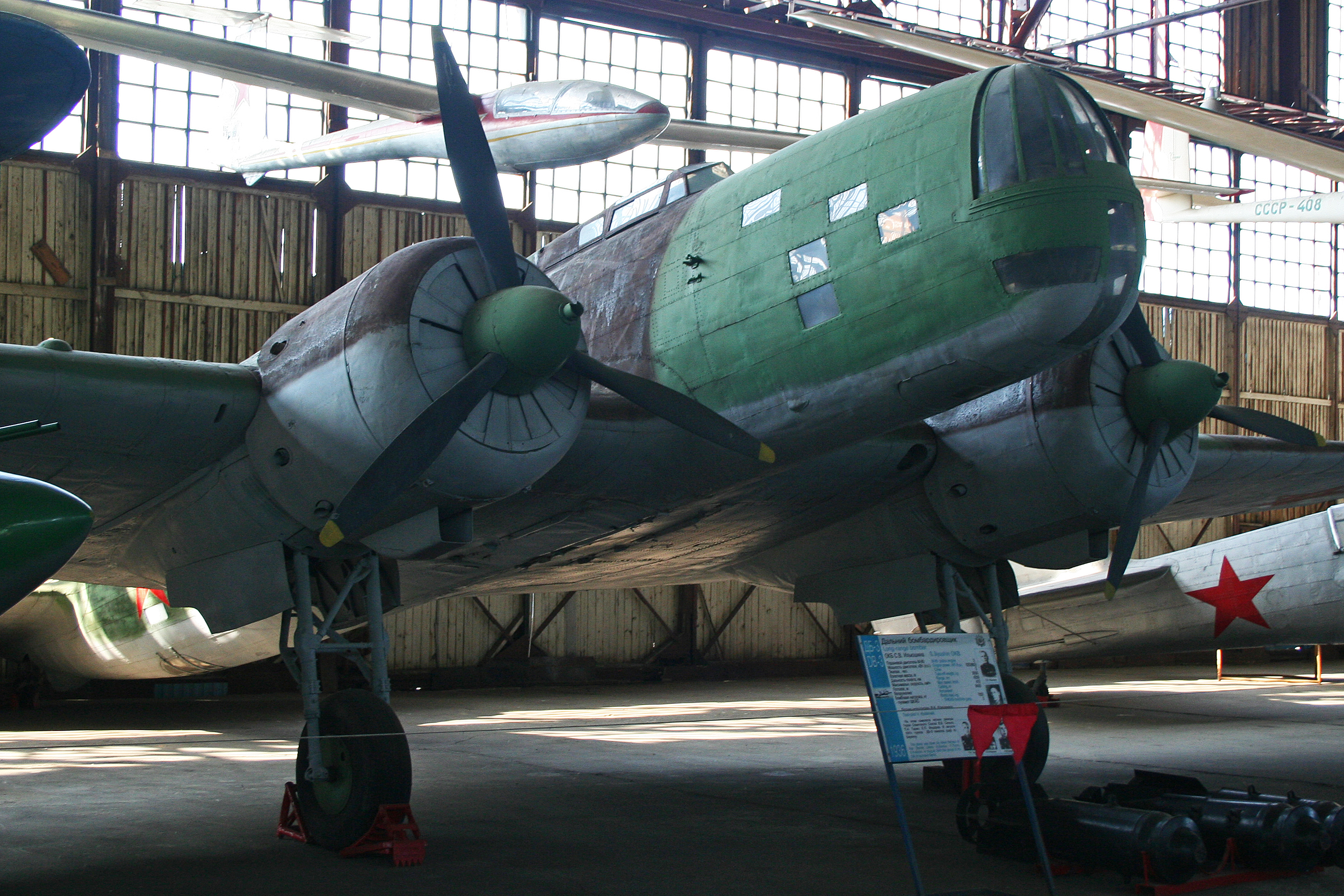
DB-3 w zbiorach muzeum w Monino

Dwusilnikowy wolnonośny dolnopłat o klasycznym układzie aerodynamicznym, z silnikami na skrzydłach, konstrukcji całkowicie metalowej, pokryty gładką blachą duralową. Kadłub konstrukcji półskorupowej. Załoga trzyosobowa: pilot (dowódca), nawigator (bombardier), strzelec – radiotelegrafista; w późnych samolotach czteroosobowa z dolnym strzelcem. Kadłub podzielony technologicznie na część nosową, środkową, ogonową i stożek ogonowy. W przeszklonej części nosowej znajdowała się kabina nawigatora z wieżyczką nosową, z lukiem wejściowym w dolnej części. W środkowej części znajdowała się podwyższona kabina pilota i za nią komora bombowa, a w części ogonowej przedział strzelca z wieżą grzbietową i dolnym lukiem strzeleckim. Możliwość sterowania samolotem poza pilotem miał również nawigator, na którego stanowisku znajdowały się zdublowane stery. Część samolotów wyposażona była w radiopółkompas RPK-2, nieliczne od końca 1939 roku w autopilota.
Skrzydła dwudźwigarowe, podzielone na centropłat połączony z kadłubem, sekcje środkowe z gondolami silników i konsole zewnętrzne. Skrzydło wyposażone w klapy i lotki. Usterzenie klasyczne, z pojedynczym statecznikiem pionowym, konstrukcji metalowej; powierzchnie sterowe kryte płótnem.
Podwozie klasyczne, z pojedynczymi kołami głównymi chowanymi w locie do tyłu do gondol silników, oraz kółkiem ogonowym.

### Napęd
Napęd stanowiły dwa 14-cylindrowe silniki gwiazdowe w układzie podwójnej gwiazdy, okryte osłonami typu NACA:
- M-85 o mocy startowej 780 KM i 800 KM na wysokości 3850 m,
- M-86 o mocy startowej 950 KM i 800 KM na wysokości 3850 m,
- M-87A o mocy startowej 950 KM i 900 KM na wysokości 4700 m,
- M-87B o mocy startowej 950 KM i 950 KM na wysokości 4700 m,
- M-88 o mocy startowej 1100 KM i 1000 KM na wysokości 6000 m (nieliczne)[18].

Śmigła na wczesnych samolotach seryjnych z łopatami o stałym skoku typu CKB-26, a na samolotach z silnikami M-86 typu CKB-30 o średnicy 3,4 m. Na samolotach z silnikami M-87 śmigła o regulowanym skoku WISz-3 na licencji Hamilton Standard średnicy 3,25 m. Według części publikacji, na samolotach z silnikami M-87B stosowano śmigła WISz-23 o średnicy 3,4 m i skoku automatycznie zmienianym.
Zbiorniki paliwa w skrzydłach o pojemności 4100 l (3075 kg).

### Uzbrojenie
Standardowe uzbrojenie strzeleckie tworzyły trzy karabiny maszynowe SzKAS kalibru 7,62 mm, rozmieszczone pojedynczo w wieżyczce nosowej NU, grzbietowej SU i dolnym (lukowym) stanowisku strzeleckim ŁU. Wieżyczka nosowa miała kąt ostrzału na boki 120° i w pionie 110°. Grzbietowa wieża SU (sriedniaja ustanowka) zapewniała dookolny ostrzał górnej półsfery w zakresie 350° (z wyłączeniem steru kierunku), a także w pewnym zakresie ostrzał w dół na boki. W położeniu marszowym wieża mało wystawała poza obrys kadłuba, a w położeniu bojowym jej górna przeszklona część unosiła się na przednim zawiasie, a z tyłu rozciągała się płócienna impregnowana osłona. Dolne stanowisko ŁU zapewniało kąt ostrzału tylko 60° od pionu w tył. Zapas amunicji wynosił po 1000 nabojów dla wieżyczek i 500 nabojów dla dolnego stanowiska. Od 1940 roku w części samolotów na froncie montowano w końcu kadłuba nieruchomy karabin maszynowy 7,62 mm DA lub SzKAS strzelający do tyłu, a także zaczęto stosować górną wieżyczkę MW-3 i dolne stanowisko strzeleckie MW-2 z karabinami maszynowymi SzKAS 7,62 mm, o większych kątach ostrzału.
Samolot mógł przenosić do 2500 kg bomb, w tym 1000 kg w komorze bombowej. Podczas typowej misji ładunek nie przekraczał jednak 1000–1100 kilogramów. Bomby przenoszono w krótkiej i wysokiej komorze bombowej w kadłubie piętrowo, po dwie obok siebie, na zamkach Dier-21 umieszczonych na przegrodzie wzdłużnej. Maksymalnie przenoszono tam 10 bomb o masie do 100 kg. Bomby większych rozmiarów podwieszano na trzech zamkach zewnętrznych pod kadłubem. Używanymi wagomiarami były 50 kg, 100 kg, 250 kg i 500 kg. Można było także przenosić jedną bombę 1000 kg na centralnym podwieszeniu. W maksymalnym wariancie, na małe odległości, samolot przenosił bomby w konfiguracji np. 10 × 100 kg, 2 × 250 kg i 1 × 1000 kg. Start samolotu z obciążeniem 1000 kg i większym wymagał długiego pasa startowego. Stosowano również bomby kasetowe RRAB-3 o wagomiarze 500 kg. Można było też stosować w komorze bombowej (od grudnia 1939 roku) dwie kasety bombowe AK-2U, służące do przenoszenia 160 ampuł zapalających AŻ-2 każda, lub bomb małych wagomiarów: 144 × 2,5 kg AO-2,5 lub 32 × 10 kg AO-10 lub 15 kg AO-15.
Zgodnie z radzieckimi wymaganiami z lat 30., można było podwieszać trzy przyrządy rozlewcze środków chemicznych WAP-500 lub przyrządy dymotwórcze DAP-100.
DB-3T mógł przenosić pod kadłubem jedną torpedę kalibru 450 mm typu 45-36AN (do zrzutu z niskiego pułapu) albo 45-36AWA (do zrzutu z wysokiego pułapu) lub minę (początkowo stosowano typ MAW-1). Opracowano także dla bombowców morskich bomby przeciwbetonowe z przyspieszaczem rakietowym BETAB, z których dostarczono w 1940 roku jedynie partię BETAB-150-DS kalibru 150 mm.